# Manaratsandry
Manaratsandry is een plaats en commune in het noordwesten van Madagaskar, behorend tot het district Marovoay, dat gelegen is in de regio Boeny. Tijdens een volkstelling in 2001 telde de plaats 19.750 inwoners.
Bij de plaats bevindt zich een rivierhaven. De plaats biedt naast lager onderwijs ook middelbaar onderwijs aan. 80 % van de bevolking werkt als landbouwer, 16 % houdt zich bezig met veeteelt en 2 % verdient zijn brood als visser. Het belangrijkste landbouwproduct is rijst; andere belangrijke producten zijn pinda's en mais. Verder is 1% actief in de dienstensector en heeft 1% een baan in de industrie.